# Jesús entre los doctores (Veronés)
Jesús entre los doctores o Disputa con los doctores en el templo es un lienzo de gran formato pintado al óleo por el Veronés hacia 1560.
La obra representa un asunto habitual en la iconografía cristiana, pues ilustra el pasaje homónimo del evangelio de Lucas (2, 41-50), donde se relata la presencia de Jesús entre los rabíes, o exégetas del judaísmo, a quienes vence en la disquisición teológica, aspecto que se señala al situar a Cristo en lo alto del centro axial de la composición.
La datación de este cuadro ha sido muy disputada. Se rechazó aceptar el año de 1548 que aparece en un libro que sostiene el personaje sentado en la escalera en primer plano, pero tampoco se prolongaría hasta 1565, fecha que postuló la experta Diana Gisolfi Pechukas en 1976.
Se trata de un típico lienzo del Veronés de historia bíblica, que mostró predilección por composiciones de gran tamaño y numerosos personajes integrados en arquitecturas monumentales, como se muestra en su Cena en casa de Leví o en Las bodas de Caná. En Jesús entre los doctores se aprecian hasta veinticinco figuras humanas en distintas poses y perspectivas vestidas con ricos ropajes que permite al Veronés hacer gala de alardes técnicos en los drapeados y gran variedad cromática. En los últimos planos aparecen José y María quienes buscan, acompañados del pueblo llano, a su hijo. También destaca su maestría en la expresión gestual.
En cuanto a la anatomía, procede de un estudio profundo de la estatuaria clásica. Todo ello bajo un marco arquitectónico que recuerda el estilo de Andrea Palladio, que es uno de los argumentos invocados para retrasar su fecha de creación, pues los diseños utilizados en estas arquitecturas no podrían ser anteriores a 1556, año en que aparecieron en una edición del tratado de Vitruvio.
No deja de adoptar esta obra las características típicas de la escuela veneciana: preocupación por el tratamiento de la luz y armonía del colorido. La iluminación contrastada con efectos atmosféricos y gran variedad cromática.
El comitente podría estar representado en uno de los sabios barbados que escucha a Jesús y viste hábito negro de caballero de la orden del Santo Sepulcro y sostiene un bordón de romero, lo que quizá indicaría que la obra fue encargada como recuerdo de una peregrinación a Jerusalén. 
Un pequeño dibujo preparatorio a lápiz de la composición general se conserva en el Getty Center (Museo J. P. Getty) de Los Ángeles.
En lo que respecta a la historia del cuadro, se encuentra en 1648 en Padua, en la Casa Contarini; pero ya en 1686 figura entre las obras que decoran el Real Alcázar de Madrid, con lo que pudiera ser que Velázquez lo comprara entre 1649 y 1651 con motivo de su segundo viaje a Italia. Posteriormente es instalado en el Palacio del Buen Retiro. A finales del siglo XVII estuvo a punto de ser enviado a Alemania, como regalo de Mariana de Neoburgo a su hermano, pero Carlos II se opuso.